# Baize (rechter Nebenfluss der Orne)
Die Baize ist ein rund 26 km langer rechter Nebenfluss der Orne in der Region Normandie im Norden von Frankreich. 

## Flusslauf
Die Baize entspringt im Ortsgebiet von Habloville. Der Fluss entwässert in einem Bogen von Nordwest über West nach Südwest durch die Landschaft der Normannischen Schweiz. Er mündet nach rund 26 Kilometern an der Gemeindegrenze von Rapilly und Les Isles-Bardel in die Orne. Auf ihrem Weg durchquert die Baize die Départements Orne und Calvados.
Der Fluss ist nicht zu verwechseln mit dem gleichnamigen linken Nebenfluss der Orne, der Baize (linker Nebenfluss der Orne) (GKZ: I2139000, 15 km Länge), die weiter südöstlich bei Fontenai-sur-Orne in die Orne mündet.

## Orte am Fluss
- Habloville
- Neuvy-au-Houlme
- Fourneaux-le-Val
- Ménil-Vin
- Les Isles-Bardel